# Бобков, Александр Артурович
Александр Артурович Бобков — (род. 18 октября 1966, Винница, Украинская ССР) — российский предприниматель, топ-менеджер, доктор экономических наук, эксперт ведущей дискуссионной площадки «Будущий Петербург», член экспертного совета РосБизнесКонсалтинг.
С января 2010 г. руководил строительством «Лахта Центра» в должности исполнительного директора («МФК Лахта центр» в 2019 году переименовано в АО «Газпромнефть Восточно-Европейские проекты). Дважды становился топ-менеджером года, согласно ежегодному рейтингу наиболее успешных руководителей Петербурга и Ленинградской области по версии ИД Коммерсантъ в 2018 и 2019 гг.
Лахта-Центр — масштабный проект г. Санкт-Петербург, включающий в себя самый высокий и экологичный небоскреб Европы, занесенный в книгу рекордов Гиннеса за мировой рекорд объема непрерывного бетонирования, поставленный под руководством А. А. Бобкова.
В апреле 2020 года указом президента В.В. Путина за достигнутые трудовые успехи и многолетнюю добросовестную работу награжден государственной наградой — медалью ордена «За заслуги перед Отечеством II степени».
Александр Бобков известен как эксперт, консультант в области масштабного гражданского строительства в различных российских и иностранных организациях, таких как: РБК, NIS и др. Оказывает активное содействие развитию и обновлению города Санкт-Петербурга.

## Образование
В 1983 году Бобков окончил Винницкую среднюю школу № 9 с золотой медалью. После чего поступил в Ленинградский государственный университет и в 1988 году окончил его с красным дипломом.
В 1988—1991 годах продолжил обучение в Ленинградском государственном университете в качестве аспиранта на экономическом факультете.
В 2006 году Александр Бобков успешно защитил кандидатскую диссертацию на тему «Формирование рациональной системы управления затратами с целью повышения эффективности функционирования строительного предприятия в условиях экономического роста.»
В 2009 году после защиты докторской диссертации по теме: «Методология стратегического и тактического управления ресурсами предприятия инвестиционно-строительного комплекса региона» Бобкову была присвоена степень доктора экономических наук.

## Карьера
В период 1991—1992 г. был коммерческим директором Ленинградского центра делового сотрудничества «Перекресток».
С 1992 по январь 1993 г. являлся вице-президентом АО «Проксима», после чего до 1994 года оставался первым вице-президентом АО.
В 1993 году Александр Артурович Бобков стал одним из акционеров-учредителей АООТ «ГСК» (Генеральная строительная корпорация) и авторов модели построения современного российского строительного предприятия. Благодаря его оригинальной стратегии развития общества, «Генеральная строительная корпорация» всего за пять лет смогла превратиться в одного из лидеров рынка среди строительных холдингов северо-запада России, готового к осуществлению проектных задач максимального уровня сложности и занять ведущие позиции среди строительных компаний в Санкт-Петербурге в области дорожного, промышленного и гражданского строительства.
В период 1997—2005 гг. акционеры ОАО «ГСК» организовывают группу компаний, специализирующихся на различных видах бизнес-деятельности. К наиболее крупным и технологическим можно отнести:
ООО «ГСК Красный Треугольник» занимается производством резинотехнических изделий (РТИ) различного назначения, резинотканевой конвейерной ленты, плоских ремней, неформовых РТИ, сырых резиновых смесей. В 2018 году было получено финансирование на модернизацию комплекса, с целью выхода на второе место среди производителей широких конвейерных лент.
ЗАО «Беатон» — производство и поставка конструктивных строительных материалов для строительного и дорожного комплексов, включая добычу и коммерческое использование в этой сфере полезных ископаемых. В настоящий время компания занимает лидирующие позиции по совокупному объему выпуска бетона и асфальта в России.
В 2010 Александр Бобков вышел из состава акционеров «Генеральной Строительной Корпорации». По результатам обмена активами среди акционеров «ГСК», Александру перешел производственный и девелоперский бизнес в составе предприятий под управлением ООО «Управляющей ГСК Холдинг».
С января 2010 года Александр Бобков становится исполнительным директором АО "Многофункциональный комплекс «Лахта Центр», позднее переименованное в АО «Газпромнефть Восточно-Европейские проекты».
«Лахта Центр» стал одним из наиболее образцовых строительных проектов в Европе и входит в пятерку самых экологичных небоскребов мира.
С июля 2013 года по декабрь 2016 Александр Бобков входил в состав совета директоров крупнейшей сербской нефтяной компании NIS, курировал реализацию инвестиционных проектов энергетического блока в области альтернативной энергетики.
В настоящее время участвует в реализации строительно-инвестиционных проектах в качестве консультанта, а также в качестве эксперта для проекта «Будущий Петербург» и члена экспертного совета РБК.

### Участие в градостроительных проектах и развитии инфраструктуры г. Санкт-Петербург
Поддержание контактов с представителями научно-исследовательского сообщества по внедрению современных технологий проектирования и строительства при исполнении заключенных контрактов, позволило Александру Бобкову успешно реализовать масштабный инновационный проект — комплексную реконструкцию Литейного проспекта от набережной Робеспьера до Владимирского проспекта.
В 1996 году ОАО «Генеральная строительная корпорация» внедрила принципиально новую для России технологию — бесшпальные трамвайные пути на монолитной железобетонной плите с применением упругих элементов и покрытием межрельсового пространства литым асфальтобетоном. В процессе работы были использованы новейшие австрийские и немецкие технологии, доработанные с учетом климатических и геологических условий Санкт-Петербурга.
Благодаря такому решению удалось увеличить их долговечность, срок использования до 50 лет, уменьшить затраты городского бюджета на содержание и текущий ремонт трамвайных путей (в сравнении с путями на шпальном основании), продлить гарантийные сроки эксплуатации, расширить автотранспортную магистраль за счет полноценного использования межрельсового пространства, снизить уровень шума, вибрации, разрушающего дорожное полотно, мостового хозяйства и близлежащие строения. Что в конечном счете помогло решить одну из дорожных проблем в Санкт-Петербурга — реконструкцию трамвайных путей в историческом центре города.
В дальнейшем были успешно осуществлены реконструкции Владимирского и Лиговского проспектов, проспекта Энгельса, площади Труда и улицы Труда, Садовой улицы, Заневского проспекта и Заневской площади, Светлановской площади, и других крупнейших магистралей города, оснащенных трамвайными путями.
Позднее, в период подготовки к празднованию 300-летия г. Санкт-Петербурга, под руководством Александра Бобкова были реализованы значимые проекты городского строительства и выполнены работы по строительству, ремонту и реконструкции более 50 дорожных объектов, среди них работы на Пискаревском и Старопетергофском проспектах, Фурштатской улице, ул. Зодчего Росси, площадях Тургенева и Суворова, проспекте Энгельса и многих других магистралях Санкт-Петербурга.
Среди городских проектов и дорожных работ, на которые повлиял и принял участие Александр Бобков были: мост Александра Невского, Троицкий мост, Большой Сампсониевский мост, Ушаковская транспортная развязка, Колтушский мост, Мало-Калинкин мост.
Среди сданных объектов в том числе: спортивные комплексы (горнолыжный курорт «Игора»), офисные здания (БЦ «Атрио»), дворцово-парковые ансамбли («Стрельна»), малоэтажные жилые комплексы в г. Санкт-Петербург «Вишневый сад».

## Дискуссия с ЮНЕСКО по поводу «Лахта Центра»
В 2006 году из-за протестов петербургских градозащитников по проекту небоскреба Охта на Охтинском мысу, в 2011 году проект «Лахта Центр» был перенесён в Лахту.
В ноябре 2011 года ЗАО "Общественно-деловой центр «Охта» стал лауреатом национальной премии в области бизнеса «Компания года 2011» в номинации «За развитие диалога между бизнесом и обществом». Три года дискуссий и найденный компромисс продемонстрировали готовность инвестора к диалогу и поиску гибкого решения.
В 2013 году ИКОМОС СПб провел оценку воздействия на наследие и опубликовал отчет с неблагоприятной оценкой по данному проекту.
В 2015 году разговоры по поводу возможных санкций со стороны ЮНЕСКО Санкт-Петербургу велись, но единой точки единой точки зрения сформулировано не было. Тем не менее, санкции считались маловероятными.
В декабре 2018 года в рамках программы Международной конференции ЮНЕСКО прошла дискуссия на тему: «Лахта Центр: символ эволюции или угроза наследию?», в которой приняли участие: искусствоведы, действующие архитекторы, специалисты в области градостроительства, культурологии и социологии, эксперты в области управления всемирным наследием.
```
Итогом обсуждения стало заключение о том, что влияние «Лахта Центра» на различные составляющие жизни города не однозначно. С одной стороны, строительство «Лахта Центра» способствует развитию Санкт-Петербурга в рамках идеологии «глобального города» и оказывает системное влияние на пространственное развитие города и его социально-экономический уклад. С другой стороны, происходит точечное и локальное влияние на отдельные охраняемые панорамы исторического центра города. Ситуация с «Лахта Центром» стала основанием для проработки регламентации по ограничению высотного строительства вокруг центра города (что привело к изменениям глубины охраняемых объектов с 6 до 11 километров). Кроме того, продолжение развития идеологии «глобального города», решение проблемы моноцентризма города, и как следствие увеличение антропогенной и экологической нагрузки на объекты культурного наследия, может быть скорректирована в лучшую сторону благодаря появление новых центров.
[
13
]
```

Александр Бобков руководил возведением комплекса с момента разработки концепции. На сегодняшний день «Лахта Центр» признан выдающимся архитектурным объектом, ставшим новой достопримечательностью г. Санкт-Петербурга.
В 2018 году башня «Лахта Центр» признана одним из десяти лучших небоскребов года по мнению ведущих мировых архитектурных изданий Dezeen Archdaily.
В декабре 2019 стало известно, что «Лахта Центр» стал финалистом в пяти номинациях международного конкурса — Award of Excellence (одна из главных мировых премий в области высотного, инновационного строительства и городского развития).
В сентябре 2020 года «Лахта Центр» был признан лучшим в категории «Многофункциональный комплекс» в рамках премии CRE All-Russia Awards 2020.

## Награды
19.02.2003 — медаль в память трехсотлетия Санкт-Петербурга
2005 — лауреат международной премии United Europe в Оксфорде — «за личный вклад в развитие европейской интеграции и личные профессиональные достижения»
24.02.2016 — медаль в честь 65-летия Спецстроя России
18.12.2018 — вошел в рейтинг топ-менеджер года и наиболее успешных руководителей Петербурга и Ленинградской области по версии ИД Коммерсантъ
24.12.2018 — благодарность Губернатора г. Санкт-Петербург Беглова А. Д.
17.12.2019 — вошел в рейтинг топ-менеджер года и наиболее успешных руководителей Петербурга и Ленинградской области по версии ИД Коммерсантъ
16.04.2020 — медаль ордена «За заслуги перед Отечеством II степени»

## Статьи
12.07.2011, Газета. Ру, исполнительный директор ЗАО ОДЦ «Охта» Александр Бобков. «Проектов подобного масштаба в России пока не делал никто»
27.09.2013, Коммерсант FM, Александр Бобков. «Хорошо сделанная работа благотворно сказывается на имидже инвестора»
26.11.2014, БН-газета, Светлана Коваленко. «Небоскреб „Лахта центр“: по этажу в неделю»
01.04.2015, журнал «Высотное строительство» 2015, № 1, Владимир Травуш, Алексей Шахворостов, Александр Бобков, Елена Морозова, Сергей Никифоров: «Бетонирование нижней плиты коробчатого фундамента башни комплекса „Лахта Центр“»
06.12.2015, Ведомости, Александр Бобков. «СНиПы против инноваций»
28.04.2016, Интерфакс Россия, исполнительный директор МФК «Лахта» А.Бобков. «На стройке „Лахта — центра“ уникально все»
13.10.2016, Деловой Петербург, Мария Мокейчева. «У нас все технологии — это решения XXI века»
20.10.2016, РБК Недвижимость, Александр Бобков. «Каким с технической точки зрения будет самый высокий небоскреб России»
19.12.2016, РБК Недвижимость, Александр Бобков. «Как быстро построить супернебоскреб в России»
31.01.2019, Коммерсант, «Итоги года». Приложение № 17, стр. 24, Александр Бобков. «Для движения вперед принципиально важно „зафиксировать парус“»

### Научные публикации
«Формирование рациональной системы управления затратами с целью повышения эффективности функционирования строительного предприятия в условиях экономического роста.»
«Методология стратегического и тактического управления ресурсами предприятия инвестиционно-строительного комплекса региона»